# Beleg van Toishi
Het Beleg van Kasteel Toishi was een slag tijdens de Japanse Sengoku-periode. Het beleg vond plaats in 1550-1551 en was een van de stappen van Takeda Shingen om zijn macht in de provincie Shinano te vergroten. Het waren eigenlijk meerdere belegeringen die samen leiden tot de val van kasteel Toishi. De troepen van de Takeda, aangevoerd door Sanada Yukitaka, begonnen het beleg in 1500. De verdediging onder Murakami Yoshikiyo wist het uit te houden tot het jaar daarop. Het garnizoen van het kasteel leed echter grote verliezen en moest zich uiteindelijk overgeven.